# Przewalski-hest
Przewalski-hesten (Equus przewalskii, [ʃəˈvælski]?) er et dyr i hestefamilien. Hesten er en sjælden og truet underart af den vilde hest (Equus ferus) hjemmehørende på stepperne i Centralasien. På et tidspunkt var den uddød i naturen (i Mongoliet var de sidste vilde Przewalski-heste set i 1966). Den er senere blevet genudsat på sit oprindelige levested i Mongoliet ved Khustain Nuruu National Park, Takhin Tal Nature Reserve og Khomiin Tal. Den taksonomiske position diskuteres stadig, og nogle taksonomer behandler Przewalski-hesten som en art, Equus przewalskii.
Andre navne for hesten er bl.a. takhi, asiatisk vildhest og mongolsk vildhest, Hesten er opkaldt efter den russiske geograf og opdagelsesrejsende Nikoláj Przjeválskij (russisk: Никола́й Миха́йлович Пржева́льский).
Przewalski-hesten er aldrig blevet domesticeret og er den eneste rigtige vilde hest i verden i dag. Przewalski-hesten er en af tre kendte underarter af Equus ferus, de andre er tamhest (Equus ferus caballus) og den uddøde tarpan (Equus ferus ferus).

## Udbredelse
Alle przewalski-heste, der i dag lever, nedstammer fra 9 af de 31 heste, der var i fangenskab i 1945. To af disse var hybrider, den ene stammede fra en vild hingst og en domesticeret hoppe og en anden fra en vild hingst og en tarpanhoppe. Disse 31 heste nedstammede fra ca. 53 heste fanget omkring 1900. Et samarbejde mellem Zoological Society of London og mongolske forskere har resulteret i en vellykket genudsættelse af disse heste fra zoos til deres naturlige habitat i Mongoliet; i 2011 var der en fritlevende bestand på anslået over 300. Fra en bestand på 31 heste i fangenskab i 1945 var det samlede antal i begyndelsen af 1990'erne steget til over 1.500.
En bestand blev udsat i det afspærrede område ved Tjernobyl i 1998 beskyttet mod menneskers indblanding. Det antages at bestanden er stigende.